# امتصاص الأسنان
امتصاص الأسنان امتصاص الأسنان هي العملية التي يتم من خلالها فقد كل أو جزء من بنيَّة الأسنان، بسبب تنشيط قدرة الجسم الخلقيَّة لإزالة الأنسجة المعدنيَّة، كما تتم بوساطة خلايا مثل الخلايا الآكلة، وتشمل أنواع الامتصاص؛ الامتصاص الداخلي والامتصاص الخارجي، ويمكن أن تكون بسبب الرضح (صدمة)، عدوى، أو بسبب فرط التَّنْسُج.

## الامتصاص الداخلي
الامتصاص الداخلي هو حالة غير عاديَّة، حيث أن العاج والجدار اللبي يبدأ في الامتصاص مركزيَّاً داخل قناة جذر السن، الدليل الأول على هذه الآفة قد يكون ظهور منطقة ورديَّة ملونة على تاج السن، والمُفرَط التَنَّسُجْ، وهو ملْء الأوعية الدمويَّة ونسيج اللب في المناطق المُرتَشفة، ويشار إلى هذه الحالة على أنها السن الوردي المنسوب لممري بعد القرن التاسع عشر المشرِّح جيمس هوارد ممري.
ويمكن أن يعزى السبب في بعض الأحيان إلى الرضح (صدمة) في السن، وأحيان أخرى لا يكون هنالك أسباب معروفة، وعند اكتشاف الحالة قبل حدوث ثقب في التاج أو الجذر، يمكن تنفيذ المعالجة اللبيَّة (معالجة قناة الجذر) مع توقع نسبة عالية من النجاح إلى حد ما.
وتبقى الحقيقة أن العديد من المعاناة هي بسبب الامتصاص الداخلي، والسبب في الواقع غير معروف لأنه لا يمكن الربط بجرح معين أو حادث صدمي فقط، وقد أصبح هذا النوع منتشراً، حيث عمل مشروع بحث الامتصاص الداخلي الذي تم إنشاؤه لجمع بيانات من الأفراد بشكل مجهول، على تحديد إذا كان هناك أي المواضيع المشتركة أو الاتجاهات التي قد تساعد على تحديد السبب.

## الامتصاص الخارجي
في طب الأسنان، الامتصاص الخارجي، أو امتصاص الجذر، هو إنهيار أو الدمار والخسائر اللاحقة لبنية جذر السن.ويُتسبب هذا من قبل مهاجمة خلايا الجسم الحي جزء من السن، امتصاص الجذر الشديد من الصعب جداً علاجه وغالباً يتطلب قلع الأسنان. 
وامتصاص الأسنان يحدث كنتيجة لتمايُّز البلاعم إلى أَرومَة سِّنِّيَّة - أرومةُ الخَلِيَّةِ السِّنِّيَّة- ربما إلى (خلية ناقضة السِّن) في الأنسجة المحيطة التي إذا كانت على مقربة من سطح الجذر، سوف يرتشف مِلاط سطح الجذر وعاج الجذر الدفين (السفلي). وهذا ويمكن أن تختلف في شدتها، من الأدلة على ذلك الحفر المجهريَّة على سطح الجذر لإستكمال خراب سطح الجذر.
امتصاص الجذر الساقط هي عمليَّة طبيعيَّة والتي تسمح بتقشُّر الأسنان اللبنيَّة لإفساح المجال للأسنان الثانويَّة. وهو ناتج عن تمايُّز الخلايا ناقضة العظم بسبب الضغط المبذول من قبل بزوغ الأسنان الدائمة. 
امتصاص جذر الأسنان الدائمة يمكن أن يحدث نتيجة للضغط على سطح الجذر، وهذا يمكن أن يكون بسبب الرضح (صدمة)، اوبزوغ الأسنان المُنتَبذْ في مسار الجذر، اوإلتهاب مزمن، اوحمْل الإطباق الزائد، أو إعادة الزراعة غير الملائمة، أو الأورام العدوانيَّة، أو كيسات، أو زوائد أخرى، أو أسباب غير معروفة. والسبب الأكثر شيوعاً في المجتمع الغربي هو القوى المتعلقة بتقويم الأسنان.
جذور الأسنان مغطيَّة بالمِلاط، وهو الهيكل الذي يشبه العظم، ومع ذلك، المِلاط هو الأكثر مقاومة للامتصاص من العظم، وهناك العديد من النظريات لتفسيرهذه الحالة، الفرضية الأكثر شيوعاً هي أن المِلاط أكثر صلابةً وأكثر تمعدناً من العظم، ويمتلك خصائص وعائيَّة المنْشأ، والأوعيَّة الدمويَّة لا تستطيع التَّشكُل بالقرب من المِلاط، والذي بدوره يمنع الوصول إلى الخلايا الناقضة للعظم.